# (Wish I Could Fly Like) Superman
(Wish I Could Fly Like) Superman è un brano musicale del gruppo rock britannico The Kinks, incluso nell'album Low Budget del 1979, e pubblicato come singolo estratto da esso.

## Il brano
La canzone venne ispirata a Ray Davies dalla visione del film Superman alla fine del 1978. Inoltre, nel testo del brano viene citata anche un'altra pellicola dell'epoca, La febbre del sabato sera, e il successo degli Animals degli anni sessanta We Got to Get Out of This Place. Nella canzone viene narrata la storia di un uomo adulto che sogna di essere Superman e di poter volare via come lui per sfuggire allo stress quotidiano e alle brutte notizie. Le liriche mischiano "fantasia" e "mondanità", due delle tematiche preferite da Davies.
(Wish I Could Fly Like) Superman possiede una sonorità disco, sebbene dal vivo venga spesso eseguita in stile hard rock.

### Pubblicazione ed accoglienza
Billboard giudicò la canzone uno dei brani migliori di Low Budget. Ray Davies disse di aver scritto la canzone per gioco in risposta a Clive Davis, presidente dell'Arista Records, che gli aveva chiesto un "successo da discoteca". Il singolo raggiunse la posizione numero 41 in classifica negli Stati Uniti.